# Kul·la
Kul·la (en rus: Кулла) és un poble del Daguestan, a Rússia, que en el cens del 2010 tenia 31 habitants. Pertany al districte rural de Gunib.